# Bubble Bobble Evolution
| Mottagande      | Mottagande      |
| Recensionsbetyg | Recensionsbetyg |
| Publikation     | Betyg           |
| --------------- | --------------- |
| IGN             | 4.3/10          |

Bubble Bobble Evolution är titeln på ett spel som ingår i spelserien Bubble Bobble från det japanska företaget Taito. Denna utgåva släpptes år 2006 och är avsedd för att användas tillsammans med en Playstation Portable. I Japan går spelet under namnet Bubble Bobble Magical Tower Daisakusen.